# Stefano Casagrande
Stefano Casagrande (Firenze, 1º novembre 1962) è un ex ciclista su strada italiano, professionista dal 1990 al 1992 e dal 1995 al 1997. L'unico successo che colse in carriera fu la vittoria di una tappa alla West-Virginia Mountain Classic nel 1992; nel medesimo anno ottenne il terzo posto al Giro dell'Appennino. Anche i suoi fratelli Filippo e Francesco furono corridori professionisti.

## Palmarès
- 1983 (dilettanti)

Giro del Casentino
- 1986 (dilettanti)

Giro del Casentino
Giro del Montalbano
Trofeo Matteotti - Marcialla
Gran Premio Sportivi di Poggio alla Cavalla
- 1989 (dilettanti)

Gran Premio San Giuseppe
- 1992 (Mercatone Uno, una vittoria)

2ª tappa West-Virginia Mountain Classic

## Piazzamenti

### Grandi Giri
- Giro d'Italia

1997: ritirato (8ª tappa)

### Classiche monumento
- Milano-Sanremo

1997: 70º